# Tam Dalyell

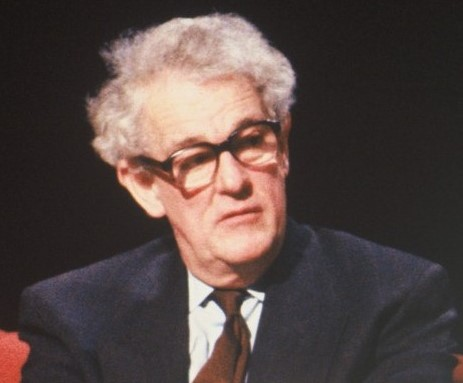
Tam Dalyell, 1991

Sir Thomas „Tam“ Dalyell, 11. Baronet (* 9. August 1932 in Edinburgh; † 26. Januar 2017) war ein britischer Politiker der Labour Party, der zwischen 1962 und 2005 Mitglied des House of Commons und zuletzt von Juni 2001 bis Mai 2005 als Abgeordneter mit der längsten Zugehörigkeit zum Unterhaus Father of the House war.

## Leben
Er wurde 1932 mit dem Namen Thomas Loch geboren. Er stammte aus einer alteingesessenen schottischen Familie und war der Sohn von Lt.-Col. Gordon Loch († 1953) und Dame Eleanor Isabel Dalyell, 10. Baronetess (1895–1972). 1938 änderte sein Vater den Familiennamen nach der Familie seiner Gattin zu Dalyell. Er studierte nach dem Besuch der Edinburgh Academy und des Eton College an der University of Oxford sowie auf Lehramt am Moray House College der University of Edinburgh. Nach Abschluss des Studiums war er als Lehrer in Bo’ness tätig.
Bei einer Nachwahl (By-election) am 14. Juni 1962 wurde er als Kandidat der Labour Party erstmals als Mitglied in das House of Commons gewählt und vertrat dort zuerst den Wahlkreis West Lothian und anschließend seit den Unterhauswahlen vom 9. Juni 1983 bis zu seinem Verzicht auf eine erneute Kandidatur am 5. Mai 2005 den Wahlkreis Linlithgow. Bei seiner ersten Wahl konnte er sich gegen Billy Wolfe, den Kandidaten der Scottish National Party durchsetzen.
Nach dem Wahlsieg der Labour Party bei den Unterhauswahlen 1964 war er während der Amtszeit von Premierminister Harold Wilson zwischen 1964 und 1965 und dann erneut von 1967 bis 1970 Parlamentarischer Privatsekretär von Richard Crossman, der erst Minister für Wohnungsbau und Kommunalverwaltung, später Lord President of the Council und Minister für Gesundheit und Soziales war.
In den Jahren der Opposition der Labour Party von 1970 bis 1974 sowie zwischen 1979 und 1997 erwarb er sich den Ruf eines Hinterbänklers mit dem Blick auf das Wesentliche, bereit dazu, unpopuläre Themen voranzubringen und Minister unnachgiebig zu befragen. Mitte der 1970er war er andererseits aber auch ein Gegner der Schottlandpolitik seiner eigenen Fraktion. Beim Tod seiner Mutter erbte er 1972 deren 1685 in der Baronetage of Nova Scotia geschaffenen Adelstitel eines Baronet, of the Binns in the County of Linlithgow. Zwischen 1975 und 1979 war er außerdem Mitglied des Europäischen Parlaments.
Während des Falklandkrieges forderte er 1982 eine ausführliche Untersuchung der Versenkung des argentinischen Schiffes General Belgrano durch das britische Atom-U-Boot Conqueror. Kurz nach Ende des Krieges, am 21. Dezember 1982, klagte er Premierministerin Margaret Thatcher an, sie habe „ebenso kalt wie vorsätzlich den Befehl zur Versenkung der Belgrano gegeben, obwohl sie genau wusste, dass ein ehrenwerter Friede in Aussicht war, in der Erwartung … dass die Torpedos des ‚Conqueror‘ [des Eroberers] auch die Friedensverhandlungen torpedierten.“ Zahlreiche weitere Kriegsgegner folgten dieser Ansicht und hoben dabei vor allem hervor, das Schiff sei zum Zeitpunkt des Angriffs nach Westen gefahren, es habe sich also von den Falklandinseln fortbewegt. Sie warfen daher (bis heute) der britischen Regierung vor, sie hätte die General Belgrano absichtlich versenkt, um einen laufenden Vermittlungsversuch Perus scheitern zu lassen.
Später trat er während des Zweiten Golfkrieges 1991 für die Untersuchung der durch diesen verursachten Umweltschäden ein.
Zuletzt war Dalyell von 2001 bis zu seinem Ausscheiden aus dem Unterhaus 2005 als Abgeordneter mit der längsten Zugehörigkeit zum Unterhaus „Father of the House“.
2003 wurde er Rektor der University of Edinburgh und bekleidete dieses Amt bis 2006. Über seine politischen Erlebnisse und Erfahrungen verfasste er zahlreiche Sachbücher sowie eine Biografie über seinen politischen Mentor Dick Crossman.
Am 26. Januar 2017 starb Dalyell nach kurzer Krankheit im Alter von 84 Jahren.
Aus seiner 1963 geschlossenen Ehe mit Hon. Kathleen Wheatley, Tochter des John Wheatley, Baron Wheatley, hinterließ er einen Sohn, Gordon Wheatley Dalyell (* 1965), der seinen Baronettitel erbte, und eine Tochter namens Moira Eleanor Dalyell (* 1968).

## Veröffentlichungen
- Ship school, 1963
- Devolution, 1977
- One man’s Falklands, 1982
- A science policy for Britain, 1983
- Thatcher’s torpedo, 1983
- Thatcher, patterns of deceit, 1986
- Misrule, 1987
- Dick Crossman: A Portrait, 1989